# Jira
Jira es un producto de software propietario para la gestión de proyectos, seguimiento de errores e incidencias.
La herramienta fue desarrollada por la empresa australiana Atlassian. Inicialmente se utilizó para el desarrollo de software, sirviendo de apoyo para la gestión de requisitos, seguimiento del estado de desarrollo y más tarde para la gestión de errores. Jira puede ser utilizado para la gestión y mejora de los procesos, gracias a sus funciones para la organización de flujos de trabajo.

## Historia
El nombre se deriva del nombre japonés para Godzilla, “Gojira”. Los desarrolladores de Jira querían que el término estuviera relacionado con Bugzilla para concluir con Gojira. En 2017 se sustituyó la grafía tradicional, JIRA, por la actual.

## Funcionamiento
Jira está basado en Java EE que funciona en varias bases de datos y sistemas operativos. La herramienta dispone también de paneles de control adaptables, filtros de búsqueda, estadísticas, RSS y función de correo electrónico.
La arquitectura de Jira permite al usuario crear complementos específicos, que pueden incluirse en la Jira extension library.

## Evolución
Cuando se lanzó en 2002, Jira era puramente un software de seguimiento de incidencias, dirigido a desarrolladores de software. Posteriormente, la aplicación fue adoptada por organizaciones no relacionadas con TI como una herramienta de gestión de proyectos. Este proceso se aceleró después del lanzamiento de Atlassian Marketplace en 2012, que permitió a desarrolladores de terceros ofrecer complementos de gestión de proyectos para Jira. Los complementos principales incluyen BigPicture, Scriptrunner, Advanced Roadmaps (anteriormente Portfolio), Structure, Tempo Planner

## Paquetes de Jira
Jira se ofrece en cinco paquetes:
- Jira Work Management: dirigido a la gestión genérica de proyectos.
- Jira Software: incluye el software base, con funciones de gestión de proyectos ágiles (anteriormente un producto separado: Jira Agile).
- Jira Service Management: destinado a operaciones de TI o mesas de servicio empresariales.
- Jira Align: destinado a la gestión estratégica de productos y carteras.
- Jira Product Discovery: una herramienta dedicada para equipos de producto para capturar y priorizar ideas, conectar equipos de negocio y tecnología, y alinear a todos.

## Integraciones
Jira está escrito en Java y utiliza el contenedor de inversión de control Pico, el motor de entidad Apache OFBiz y la pila tecnológica WebWork 1. Para las llamadas a procedimientos remotos (RPC), Jira tiene interfaces REST, SOAP y XML-RPC. Jira se integra con programas de control de versiones como Bitbucket, Clearcase, Concurrent Versions System (CVS), Git, Mercurial, Perforce, Subversion y Team Foundation Server. Jira también implementa la API de Networked Help Desk para compartir tickets de soporte al cliente con otros sistemas de seguimiento de incidencias.

## Seguridad
En abril de 2010, una vulnerabilidad de scripting entre sitios en Jira llevó a la violación de dos servidores de la Fundación Apache. La base de datos de contraseñas de Jira también fue comprometida. La base de datos contenía hashes de contraseñas sin sal, que son vulnerables a ataques de diccionario y herramientas de descifrado. Apache aconsejó a los usuarios que cambiaran sus contraseñas. Atlassian también fue objetivo del mismo ataque y admitió que una base de datos heredada con contraseñas almacenadas en texto claro había sido comprometida.

## Licencia
Jira es software propietario.
Atlassian ofrece licencias sin coste para proyectos de código abierto, instituciones sin ánimo de lucro, organizaciones caritativas y personas individuales. Así, Jira ha sido usado para el desarrollo de los servidores de aplicaciones JBoss y los Frameworks Spring e Hibernate, así como en otros proyectos Apache.

## Fin de la Licencia Jira Server
A partir del 2 de febrero de 2021, Atlassian dejó de vender nuevas licencias para Jira Server. El soporte para las licencias existentes finalizó el 15 de febrero de 2024. Atlassian se enfoca ahora en las modalidades Jira Data Center y Jira Cloud.
- Jira Data Center: Para organizaciones que necesitan alta disponibilidad y escalabilidad, permitiendo el control total de la infraestructura y los datos en entornos propios.
- Jira Cloud: Solución en la nube gestionada por Atlassian, ideal para empresas que prefieren delegar la administración del sistema, con actualizaciones automáticas y alta disponibilidad.

## Clientes
La lista de clientes de la empresa comprende numerosas empresas internacionales como SAP, IBM, BMW, Electronic Arts, así como organizaciones e instituciones del Parlamento Europeo, el CERN o la BBC, así como universidades como la de Harvard o la de Stanford. En todo el mundo Jira cuenta con más de 11.500 clientes en 107 países.